# After the Dark
After the Dark (també titulada The Philosophers fora dels EUA.) és una pel·lícula de thriller psicològic de ciència-ficció escrita i dirigida per John Huddles. És protagonitzada per Sophie Lowe, Rhys Wakefield, Bonnie Wright, James D'Arcy, Daryl Sabara i Freddie Stroma. La pel·lícula es va estrenar en competició al Festival Internacional de Cinema Fantàstic de Neuchâtel el 7 de juliol de 2013. La pel·lícula va partipar com a part de la secció oficial del XLVI Festival Internacional de Cinema Fantàstic de Catalunya. La pel·lícula també es va estrenar al Fantasy Filmfest el 21 d'agost de 2013. La pel·lícula es va estrenar el 7 de febrer de 2014 als Estats Units.

## Argument
Els estudiants d'una escola internacional per a superdotats a Jakarta estan a punt de graduar-se. El seu professor de filosofia, el Sr. Zimit, convida els 20 estudiants a un experiment mental final: haurien d'imaginar que una catàstrofe nuclear desencadena l'Apocalipsi. L'última oportunitat seria un búnquer que ofereixi protecció als supervivents durant un any. L'únic problema és que només hi ha lloc per a deu persones. El Sr. Zimit encarrega a la seva classe la tasca de decidir per ells mateixos qui pot entrar al búnquer. Per fer-ho, s'assigna a l'alumnat carreres i característiques personals que pretenen ajudar-los a prendre decisions racionals. Però els estudiants se sotmeten a una dura prova i l'experiment guanya ràpidament un impuls crític.
La primera tirada de l'experiment falla perquè el Sr. Zimit va ser exclòs del búnquer després d'una decisió purament emocional i els interns no poden sortir del búnquer perquè era l'únic que coneixia el codi de la porta de sortida del búnquer. En el segon intent, en Zimit obre la porta del búnquer mentre el món està contaminat amb radioactivitat, matant així els presos. El motiu de la seva decisió va ser que els presents es van negar a dormir amb tots els altres per tal d'assegurar la continuïtat de l'existència de la humanitat.
En la tercera tirada, la Petra es fa càrrec de la gestió de l'experiment. Ella tria professions aparentment inútils per iniciativa pròpia. Però el grup aconsegueix passar el temps a través de l'entreteniment i sobreviure. Després d'una vida "curta però poderosa", trien el suïcidi. Les seqüències finals mostren tres escenaris d'un experiment mental. En un escenari, en Zimit, que tenia una relació secreta amb la Petra, se suïcida perquè va posar fi a l'afer per anar a una universitat de prestigi amb el seu xicot James.

## Repartiment
- James D'Arcy: Sr. Zimit (Professor)
- Sophie Lowe: Petra
- Rhys Wakefield: James
- Bonnie Wright: Georgina
- George Blagden: Andy
- Jacob Artist: Parker
- Daryl Sabara: Chips
- Maia Mitchell: Beatrice
- Erin Moriarty: Vivian
- Freddie Stroma: Jack
- Katie Findlay: Bonnie
- Cinta Laura: Utami
- Philippa Coulthard: Poppie
- Hope Olaide Wilson: Omosedé
- Abhi Sinha: Kavi
- Toby Sebastian: Russell
- Melissa Le-Vu: Plum
- Darius Homayoun: Toby
- Taser Hassan: Nelson
- Chanelle Bianca Ho: Mitzie
- Natasha Gott: Yoshiko
- Kory Brown: Glen

## Producció
La producció de la pel·lícula va començar el maig de 2011. Durant la conferència de premsa de la pel·lícula, el director John Huddles va dir que "el multiculturalisme era un tema important de la pel·lícula, que gira al voltant d'un repte per reiniciar la humanitat en cas d'apocalipsi nuclear". També va afegir que a la pel·lícula "Hi haurà estudiants de Turquia, Iran, Austràlia, Àfrica, Canadà, Estats Units i Regne Unit"
El rodatge va començar el 25 de juny de 2011 a Indonèsia i va continuar durant set setmanes a diferents parts del país, com ara Illa de Belitung, Sumatra, Bromo a Java Oriental i als temples de Prambanan Yogyakarta i Sewu a Klaten Regency, Java Central, que finalment va acabar el 18 d'agost de 2011 a Jakarta, Indonèsia.

## Màrqueting
El febrer de 2013 es va estrenar el primer tràiler de la pel·lícula. SCTV va revelar el cartell i el lema oficials de la pel·lícula l'1 de juny de 2013.

## Recepció
After the Dark es va estrenar en competició al Festival Internacional de Cinema Fantàstic de Neuchâtel el 7 de juliol de 2013. Al lloc web de l'agregador de ressenyes Rotten Tomatoes, la pel·lícula té una puntuació del 67%, amb una puntuació mitjana de 5,60/10, basada en 15 ressenyes. A Metacritic, la pel·lícula té una puntuació de 37 sobre 100, basat en 7 crítics, indicant "crítiques generalment desfavorables".
A les crítiques del festival, Out Now va donar a la pel·lícula quatre de sis estrelles i va dir: "The Philosophers tenia un enfocament brillant, amb el qual no només es podia construir una pel·lícula versàtil, sinó també molt emocionant". Severin Auer de Groarr.ch – Filmmagazin li va donar una crítica mixta dient: "Tot i que The Philosophers té un bon començament, les clares debilitats contra les quals la pel·lícula ha de lluitar poden ja es troben cap a la part del mig, d'una banda, hi ha rialles —encara que reeixides—, però que fan mal a la seriositat establerta de l'estat d'ànim i s'acumulen de manera inquietant cap al final —i la pel·lícula no vol ser una comèdia en realitat […] La pel·lícula vol sorprendre, però aviat navega per aigües conegudes, que és el contrari que originalment es volia". A més, va afegir que "No obstant això, la pel·lícula és d'alguna manera refrescant i val la pena veure-la. Inicialment emocionant, després divertida."
Quan es va estrenar a les sales, Frank Scheck de The Hollywood Reporter va donar una crítica positiva a la pel·lícula i va dir: "Aquesta fantasia ambiciosa orientada als adolescents és com fer un curs universitari de filosofia a La Dimensió Desconeguda." Gary Goldstein de Los Angeles Times va escriure: "[Aquest] ben filmat thriller de ciència-ficció... està impressionantment ple d'idees intel·ligents i provocadores sobre com reaccionaríem davant un holocaust nuclear. … [És] ple de metàfora i simbolisme … [i compta amb] una atractiva varietat d'actors joves … [que] … aporten cor i convicció adequats als seus papers com a acadèmics en evolució.” Brandon Harris de Filmmaker va qualificar la pel·lícula d'"increïblement bella, notablement reflexiva" Sherilyn Connelly a la seva ressenya per a The Village Voice va dir: "[La pel·lícula és] una història de gossos peluts, però una història intrigant i sovint bonica" i va elogiar Wright de manera singular dient que "la imatge torba el final, lliscant en una història de fons sabonosa a l'estil de Gravity mentre suggereix que l'actriu secundària Bonnie Wright podria haver estat una protagonista femenina més forta." Nicolas Rapold de The New York Times la va anomenar "a la vegada intel·ligent i de vegades desagradablement despistada." Dennis Harvey de Variety l'anomenava "parlant, tediós i imprudentment inverosímil fins i tot pel seu propi llibre de regles".